# Nenilinium
Genre
Nenilinium est un genre d'araignées aranéomorphes de la famille des Linyphiidae.

## Distribution
Les espèces de ce genre se rencontrent en Russie et en Mongolie.

## Liste des espèces
Selon World Spider Catalog (version 16.5, 31/10/2015) :
- Nenilinium asiaticum Eskov, 1988
- Nenilinium luteolum (Loksa, 1965)

## Publication originale
- Eskov, 1988 : Seven new monotypic genera of spiders of the family Linyphiidae (Aranei) from Siberia. Zoologičeskij Žurnal, vol. 67, p. 678-690.